# سبيكة ذهب

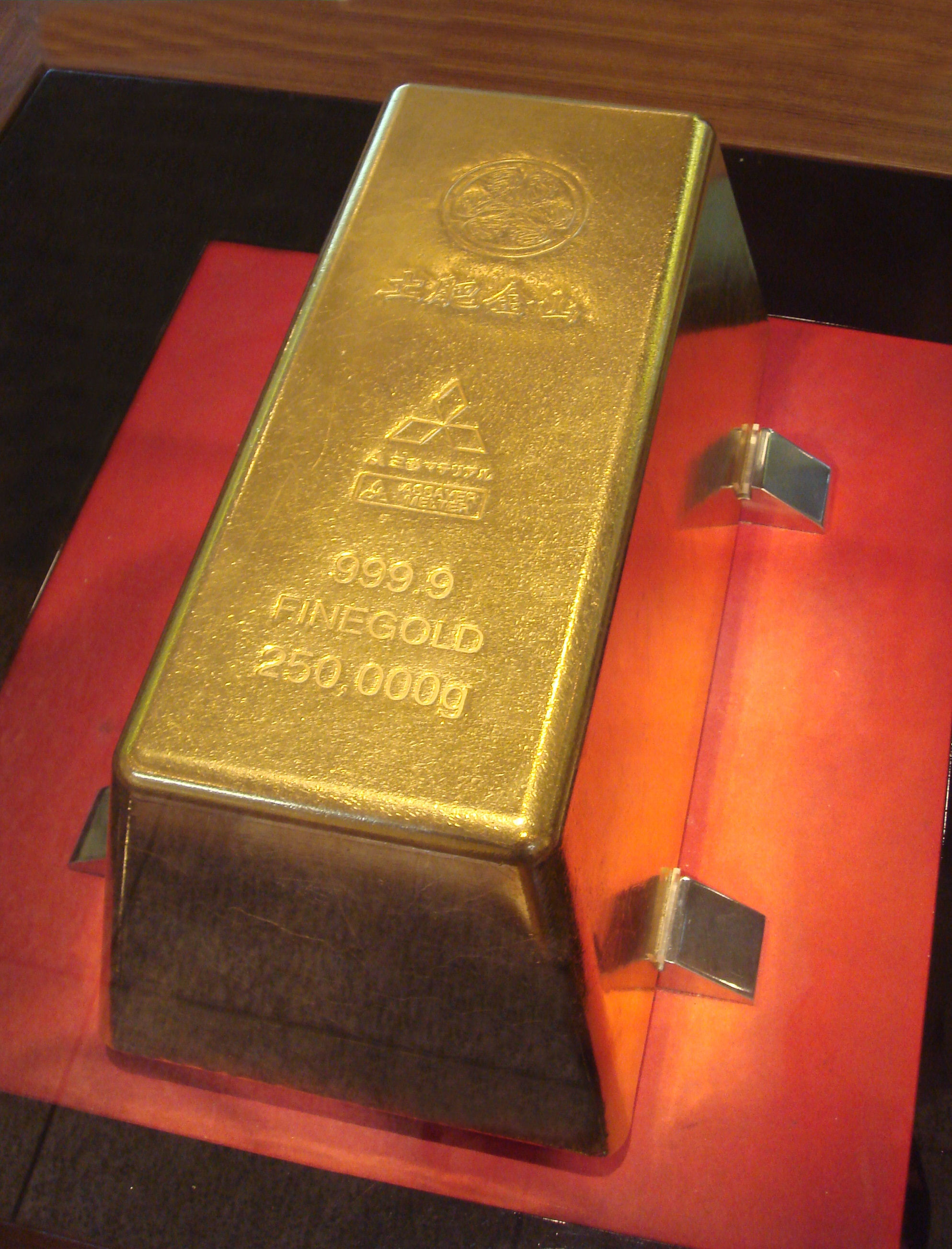

سبيكة الذهب (ملاحظة 1) هي صبة من الذهب الخالص أو عالي النقاوة تكون غالباً على شكل قضبان.
عادة ما يخزن احتياطي الذهب على شكل سبائك في البنوك والمصارف المركزية، وغالباً على هيئة سبائك وزنها 400 أونصة تروي، أي ما يعادل 12.4 كيلوغرام للقطعة الواحدة.
من الشائع أيضاً صب الذهب على شكل سبائك وزنها 1 كيلوغرام أو تدريجاته. ومن الشائع أيضاً وجود دمغة تعطي التركيب واسم الهيئة المصدرة للسبيكة ودائماً ما يكون عيار السبيكة هو ٢٤ قيراط وهو الذهب الخالص بنسبة نقاء ١٠٠%.
توجد السبائك من النوع 999.9، والسبائك من نوع 999.5. تصل نسبة نقاء الذهب إلى ٩٩٪ من وزن السبائك، يتم تحديد نقاء الذهب حسب أربعة معايير وهي كالتالي:
- عيار 24: يعتبر عيار 24 قيراط من الذهب هو أنقى أنواع الذهب.
- عيار 22: تقل نسبة الذهب الخالص في السبائك من نوع عيار 22 قيراط عن نوع عيار 24، وذلك لاحتوائه على نسبة بسيطة من الشوائب. يكتب على السبائك من نوع عيار 22 رقم 22 أو 0.9167
- عيار 21: تقل نسبة الذهب الخالص في السبائك من نوع عيار 21 عن السبائك من نوع 22. يكتب على السبائك من نوع 21 رقم 21 أو 0.875 .
- عيار 18: يعتبر عيار 18 هو أقل العيارات ثمنًا وأقل نوع يحتوي على نسبة الذهب، حيث تكون نسبة الشوائب فيه عالية. يكتب على السبائك من نوع عيار 18 رقم 18 أو 0.750  [1]

## هوامش
- ملاحظة 1: سبيكة ذهب [2] أو قضبان الذهب [3]